# جزيرة لاري لاريان
جزيرة لاري لاريان وهي جزيرة من جزر إندونيسيا، وتتبع إقليم كليمنتان الجنوبية في إندونيسيا.